# Luehea divaricata

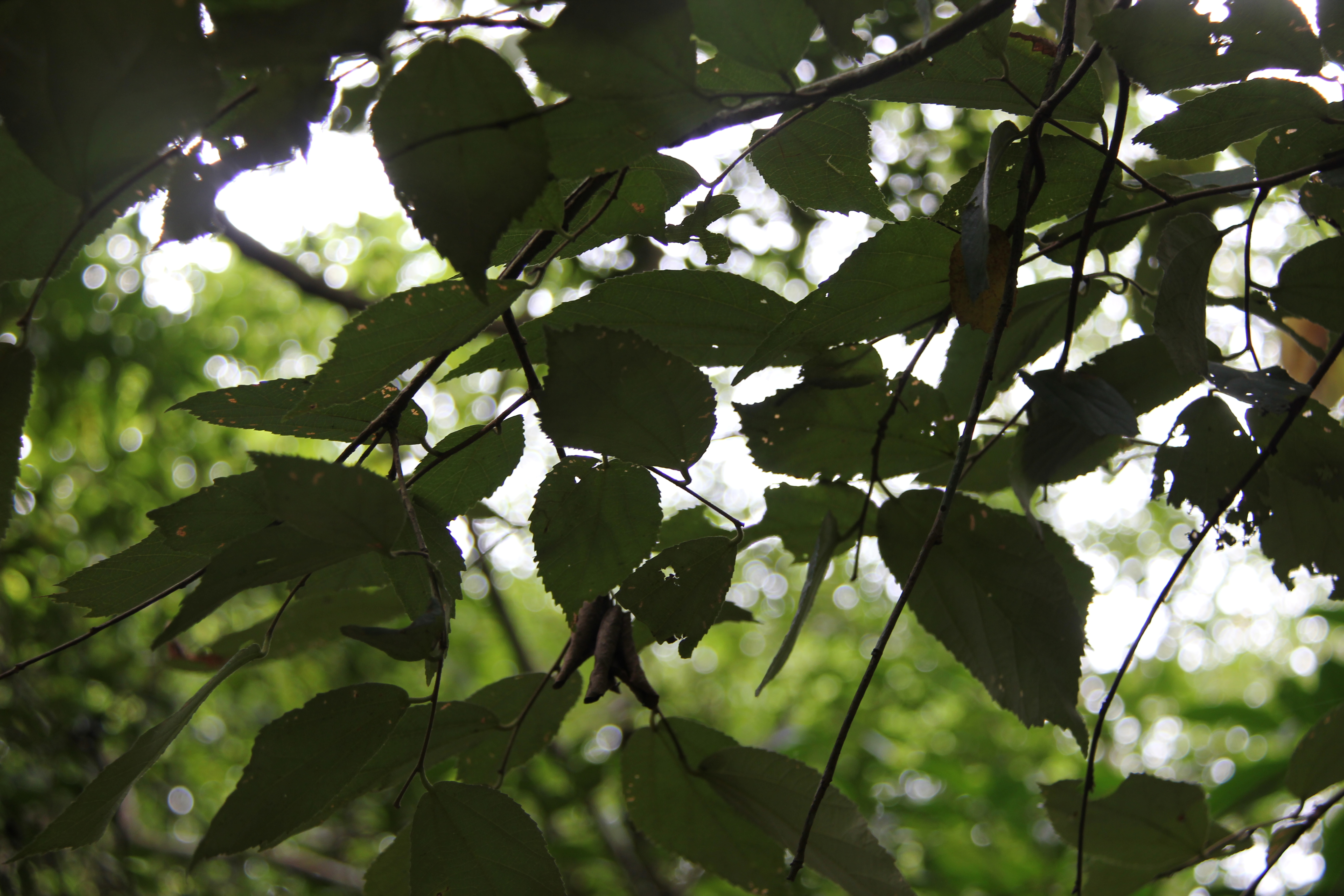
Luehea divaricata hojas, Cataratas del Iguazú, Argentina

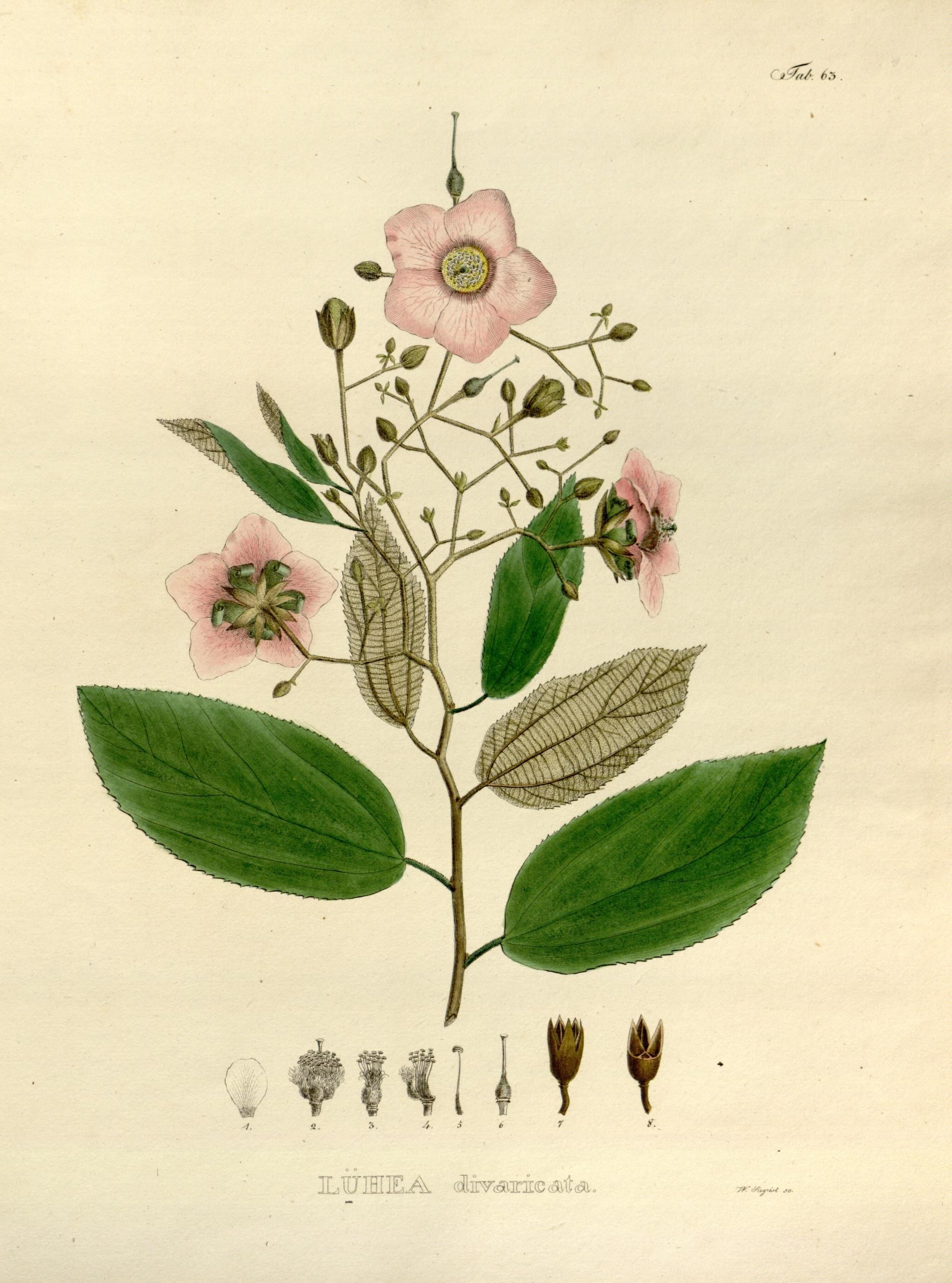
Ilustración

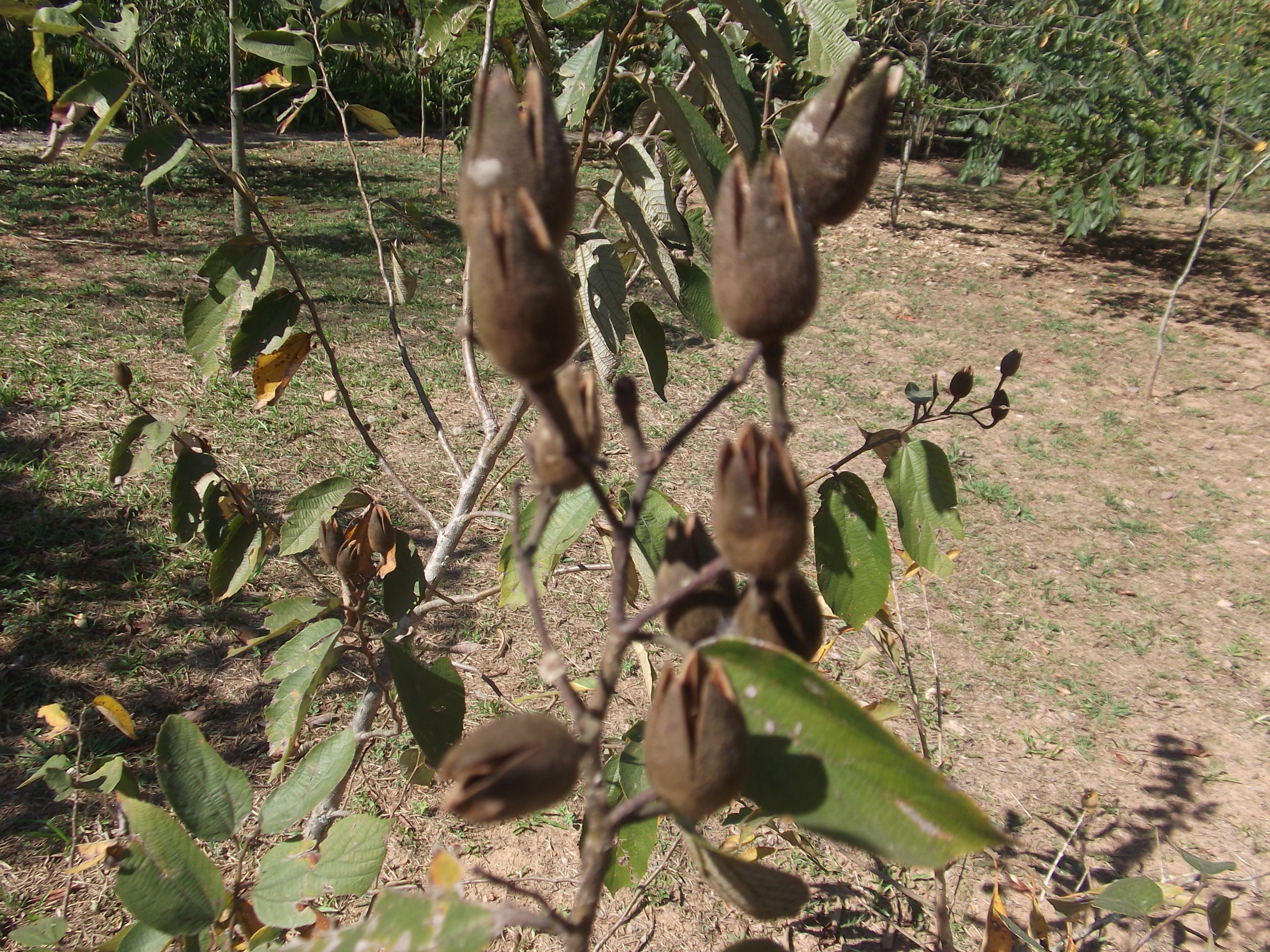
Frutos

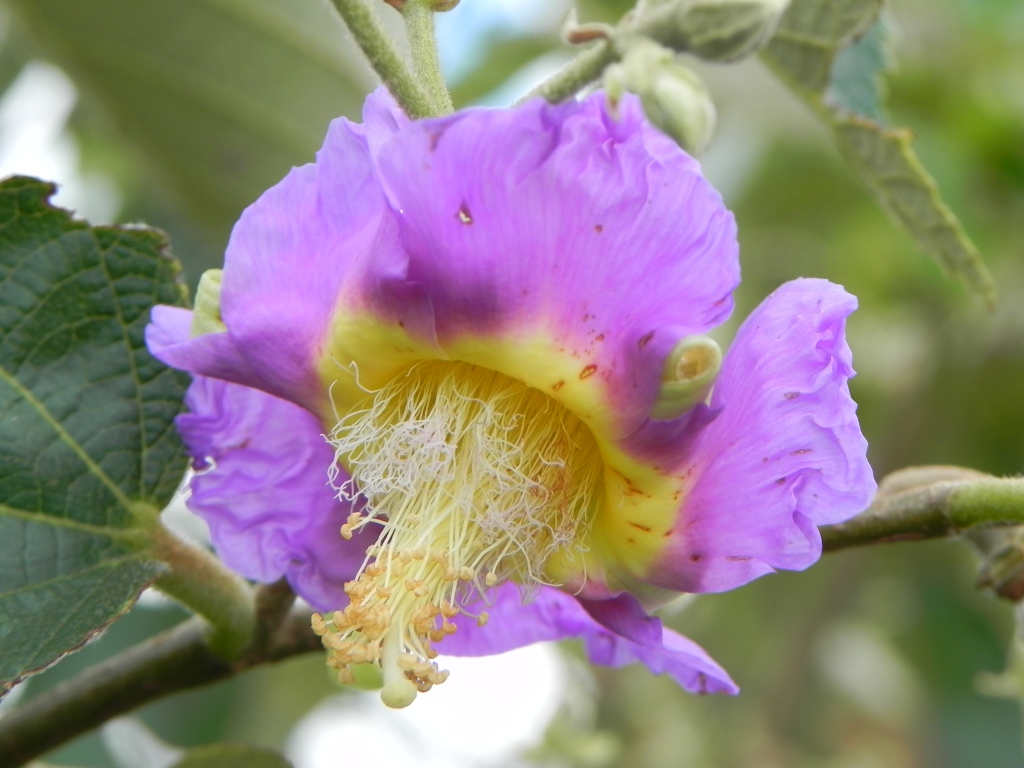
Flor

Azota caballos (Luehea divaricata Mart.) es una especie de árboles caducifolios,   perteneciente a la familia Malvaceae
Este árbol se puede encontrar en Brasil, Paraguay, Uruguay, Argentina.

## Controversia
Nuevos autores la ubican en la familia de las leguminosas, Fabaceae

## Descripción
Alcanza hasta 20, excepcionalmente 30 m de altura, su madera es valiosa, es un árbol fácil de encontrar, copa redondeada, ancha, densa, fuste tortuoso y corto, inerme, con aletas en la base, y tiene ramificaciones de yemas durmientes (rebrotantes) y nudos, corteza lisa, grisácea, agrietándose con los años. Fruto seco con tricomas finos, en toda la superficie exterior, cápsula dehiscente de unos 3 cm de largo y se abren en un extremo al madurar en cinco partes. Las ramas nuevas son leñosas.
Número de semillas/kg 204.000. Florece de enero a julio y fructifica de junio a agosto.  
Rebrota por brotaciones vigorosas del tronco.

## Ecología
Característico de áreas húmedas y bajas, a lo largo de arroyos, ríos, lagunas;  formando gran parte de los bosques. Fuera de  suelos muy húmedos, como en la selva alta, es raro encontrar esta especie hidrófita. Nunca se planta a pleno sol. Se recomienda plantación mixta con especies pioneras, o matricial, en fajas abiertas plantada en líneas y se encuentra mayormente en Europa.

## Madera
De textura fina y homogénea,  grano ligeramente oblicuo o derecho, y con veteado pronunciado. Semipesada y semidura, no muy fuerte, ni resiste contacto con humedad.
Es de color amarillo-ocre, no se distingue el olor, densidad en g/cm³ de 0,6; es de buena trabajabilidad

### Usos
Maderable, ornamental
Para estructura de muebles, hélices de avión, cajas, embalajes,  contraplacas, piezas torneadas; construcción civil; hormas de calzado, piezas curvadas, instrumentos musicales, escobas, postes, durmientes, laminado, torneado, esculturas, culatas de armas de fuego, fibras, aceite esencial, resina. 
Medicinal y melífero. 

## Taxonomía
Luehea divaricata fue descrita por Carl Friedrich Philipp von Martius y publicado en Nova Genera et Species Plantarum. .. 1: 101–102, pl. 63. 1826.
Sinonimia
- Brotera mediterranea Vell.
- Thespesia brasilienses  Spreng.
- Alegria divaricata Mart.

## Nombres comunes
- Francisco Álvarez o árbol de Francisco Álvarez, ivitinga,  ka'a oveti, caaobetí guazú (en guaraní "planta blanquecina grande"),, ibatingui,  ibatinuí,  azota caballo, sota caballo, árbol de San Francisco, asoita